# Listă de fotografi - T
|  | Listă de fotografi - T \| Liste alfabetice de fotografi A - Ă - Â - B - C - D - E - F - G - H - I - Î - J - K - L - M - N - O - P - Q - R - S - Ș - T - Ț - U - V - W - X - Y - Z - |

## Fotografi - T
| - Takanashi, Yutaka - Takayama, Masataka - Talbot, William Fox - Tamura, Akihide (sau Shigeru Tamura) - Tamura, Shigeru (nu Akihide Tamura) - Taylor-Wood, Sam - Teixeira, Anya | - Teller, Juergen - Testino, Mario - Thompson, John - Thompson, Warren T. - Tillmans, Wolfgang - Toscani - Toutain-Dorbec, Pierre | - Travis, Bill - Treacy, Eric - Tress, Arthur - Truchanas, Olegas - Tulis, Thomas - Tunick, Spencer - Turnley, David C. |